# Vortex (datorspel)
Vortex, ursprungligen Citadel, är ett shoot 'em up-spel utvecklat av Argonaut Software och utgivet av Electro Brain till SNES i september 1994. Spelet innehåller Super FX-chipet.
Man styr en robot vid namn Morphing Battle System "Aki-Do Forces". Roboten kan förvandlas till fyra olika skepnader, vilket ledde till spekulationer om att spelet skulle vara baserat på Transformers: Generation 2.

### Fotnoter
1. ↑  ”Vortex” (på svenska). Super Power (Solna) (4 1995). november 1994. Läst 25 april 2014.
2. ↑  ”Super NES Games” (på engelska) (PDF). Nintendo of America. Arkiverad från originalet den 19 juni 2004. https://web.archive.org/web/20040619230711/http://www.nintendo.com/doc/snes_games.pdf. Läst 19 juni 2004.
3. ↑  ”Vortex”. SNES Central. http://www.snescentral.com/article.php?id=0085.
4. ↑  Oxford, Nadia (3 juli 2007). ”Transformers: Robots in Disgust”. 1UP.com. http://www.1up.com/features/robots-in-disgust. Läst 25 april 2014.